# Ніколас Бонфанті
Ніколас Бонфанті (італ. Nicholas Bonfanti, нар. 28 березня 2002, Серіате, Італія) — італійський футболіст, нападник клубу «Піза».

## Ігрова кар'єра

### Клубна
Займатися футболом Ніколас Бонфанті почав у клубі «Віртус Бергамо 1909». У 2017 році він приєднався до молодіжної команди міланського «Інтера». 
Але на дорослому рівні футболіст дебютував у складі клубу Серії С «Модена», з яким у липні 2021 року підписав контракт на три роки. Першу гру в новій команді Бонфанті провів 12 вересня 2021 року проти «Терамо».
В січні 2024 року Бонфанті перейшов до клубу Серії В «Піза». Другу половину сезону 2024/25 футболіст провів, граючи на правах оренди  в «Барі».

### Збірна
У 2019 році в складі юнацької збірної Італії (U-17) Ніколас Бонфанті став срібним призером на юнацькому чемпіонаті Європи в Ірландії.

## Титули
Італія (U-17)
 Віце - чемпіон Європи: 2019